# Bombus sichelii
Bourdon de Sichel
Espèce
Bombus sichelii, le Bourdon de Sichel, est une espèce de bourdons de la famille des Apidae.

## Répartition
Bombus sichelii est réparti de manière disjointe en plusieurs sous-espèces en Eurasie : dans les monts Cantabriques, les Pyrénées, les Alpes et les Balkans (aucune preuve de la région fennoscandienne), en Asie Mineure dans les montagnes pontiques orientales, dans les montagnes anatoliennes orientales et dans les Caucase, la population asiatique à l' ouest jusqu'à Arkhangelsk et Moscou, au sud jusqu'à Penza et le Bachkortostan, à l' est jusqu'au Kamtchatka et au Japon. En Europe centrale limité aux Alpes. En Allemagne, l'espèce n'apparaît que dans les Alpes bavaroises, à des altitudes supérieures à 1300 m, principalement entre 1900 et 2700 m (Trautmann & Trautmann 1924) et y est très rare. En Autriche, à l'exception du Burgenland, on en trouve dans tous les États fédérés. En Suisse historiquement et actuellement on en retrouve sur la région alpine, occasionnellement sur le Plateau central et dans le Jura.

## Habitat
Versants de montagne avec forêts légères, lisières de forêts et prairies. De l'altitude subalpine à l'altitude alpine,.

## Écologie
Bombus sichelii est une espèce univoltine. Les femelles hivernantes apparaissent de fin avril à mi-juin selon l'altitude, les jeunes femelles et les mâles à partir de début août. L'espèce est polylectique. Il niche dans des cavités souterraines, par exemple dans des nids de souris abandonnés. Preneurs de nids et stockeurs de pollen. Les colonies comprennent de 80 à 150 individus. Ce bourdon est parasité par l'abeille coucou Bombus rupestris.

## Liste des sous-espèces
Selon GBIF (27 juillet 2023) :
- Bombus sichelii alticola Kriechbaumer, 1873
- Bombus sichelii sichelii Radoszkowski, 1860

## Systématique
Le nom valide complet (avec auteur) de ce taxon est Bombus sichelii Radoszkowski (d), 1860.
Bombus sichelii a pour synonymes :
- Bombus alticola  latofasciatus Vogt, 1909
- Bombus alticola Kriechbaumer, 1873
- Bombus lapidarius  sichelii Radoszkowski, 1860
- Bombus montanus Gerstäcker, 1869
- Bombus sicheli  cazurroi Vogt, 1911
- Bombus sicheli  chinganicus Reinig, 1936
- Bombus sicheli  drenowskii Vogt, 1911
- Bombus sicheli  latofasciatus Vogt, 1909
- Bombus sicheli Radoszkowski, 1860
- Bombus sichelii  flavissimus (Tkalců, 1974) Tkalcu, 1974
- Bombus tenuifasciatus Vogt, 1909
- Pyrobombus erzurumensis Özbek, 1990
- Pyrobombus sicheli  flavissimus Tkalcu, 1975

## Étymologie
Son épithète spécifique, sichelii, lui a été donnée en l'honneur de l'entomologiste français Frédéric Jules Sichel (1802-1868).